# Беляви (Ґродзиський повіт)
Беляви (пол. Bielawy) — село в Польщі, у гміні Ґраново Ґродзиського повіту Великопольського воєводства.
Населення — 187 осіб (2011).
У 1975-1998 роках село належало до Познанського воєводства.

## Демографія
Демографічна структура станом на 31 березня 2011 року:
|          | Загалом | Допрацездатний вік | Працездатний вік | Постпрацездатний вік |
| -------- | ------- | ------------------ | ---------------- | -------------------- |
| Чоловіки | 90      | 15                 | 69               | 6                    |
| Жінки    | 97      | 24                 | 57               | 16                   |
| Разом    | 187     | 39                 | 126              | 22                   |